# Corrupted Blood Incident
Corrupted Blood Incident (z ang. dosłownie „incydent zepsutej krwi”) – wirtualna epidemia, która wybuchła w grze World of Warcraft 13 września 2005. Jej zaistnienie było skutkiem błędu projektantów gry, a zarazem celowego wykorzystywania zawartej w niej mechaniki do dalszego rozprzestrzeniania plagi. Uważa się, że niewielka grupa grających, która zainicjowała tę epidemię doprowadziła do śmierci około 4 milionów postaci graczy.
Wydarzenie zwróciło uwagę epidemiologów oraz organizacji zajmujących się walką z terroryzmem.

## Historia
Wydarzenie miało swój początek po dodaniu do gry nowej lokacji o nazwie Zul'Gurub w łatce 1.4.0. Na końcowym etapie rozgrywki zadaniem graczy było pokonanie bossa Hakkara, który w trakcie walki rzucał na gracza czar osłabiający (ang. debuff) o nazwie „Corrupted Blood”. Jego efektem była choroba, która przez pewien czas zadawała postaci gracza stałe obrażenia. Czar rozprzestrzeniał się również na inne postacie znajdujące się w pobliżu osoby zarażonej, co stało się zarzewiem dla całej epidemii. 
Zgodnie z zamysłem programistów działanie czaru Hakkara powinno minąć po zadanym czasie. Jednak niektóre klasy postaci graczy miały możliwość przywoływania zwierząt, które także mogły być nosicielami „Corrupted Blood”. Zainfekowane zwierzę mogło zostać odwołane w stan gotowości (co wstrzymywało czas do upłynięcia działania czaru) i przywołane z powrotem w innym miejscu, gdzie roznosiło chorobę. Zaraza mogła dotykać nie tylko graczy, ale i postacie NPC, które same nie mogły od niej zginąć, ale mogły rozprzestrzeniać ją na innych. 
Część graczy w ramach tzw. griefingu celowo zarażała innych. Ponieważ boss ten był przeznaczony dla graczy uczestniczących w grze na wyższych poziomach doświadczenia postaci, słabsze postaci o niższych poziomach zostały zdziesiątkowane. Ostatecznie zaraza rozniosła się na wszystkie krainy w świecie gry wywołując pandemię. Wśród graczy wybuchła panika, zarówno w grze jak i na forum internetowym Blizzarda, którą dodatkowo wzmacniała niepewność grających, czy epidemia była celowa, czy przypadkowa.

## Pandemia jako model dla badań

### Epidemia
Choroba zainteresowała epidemiologów jako symulacja wybuchu zarazy obejmująca zróżnicowany czynnik ludzki.
W 2008 roku na konferencji Games For Health, która odbyła się w Baltimore w Stanach Zjednoczonych, epidemiolodzy zwrócili uwagę na trudności, z jakimi się spotyka przy planowaniu i sterowaniu modeli epidemiologicznych oraz na możliwość rozwiązywania niektórych z nich właśnie poprzez badanie wirtualnego świata z World of Warcraft oraz innych gier MMO.
W 2011 roku na spotkaniu podczas Game Developers Conference pokazano, że w momencie wybuchu pandemii skład demograficzny graczy był unikalny w swoim zróżnicowaniu (nie tylko stereotypowi gracze), co czyniło go świetnym przykładem do badania zjawisk behawioralnych podczas epidemii.

### Terroryzm
Analiza wydarzeń podczas „Corrupted Blood Incident” przeprowadzona przez Intelligence and Terrorism Information Center stała się podstawą do badań nad modelem obejmującym aspekty terrorystyczne. Z badań tych wywnioskowano również, że rozprzestrzenienie się zarazy było nie tyle spowodowane samym zarażeniem w walce w Zul'Gurub, co celowymi działaniami niektórych graczy. Miały one znamiona terroryzmu, a główną przyczyną rozszerzania się epidemii było pojawienie się grieferów, wchodzących do instancji tylko po to, by się zarazić, po czym teleportujących się do większych skupisk ludności na serwerze, o czym informowali na forach internetowych. Na podstawie badań zarazy z World of Warcaft można poznać schemat pojawiania się i działania osobników-terrorystów. Przykładem może być spryt i szybkość działania takiej osoby, której celem jest zarażenie jak największej liczby innych graczy w jak najkrótszym czasie.